# 上诉机构
世界贸易组织上诉机构（Appellate Body of the World Trade Organization，WTOAB）是一个由七名法官组成的世界贸易组织常设机构。当世界貿易組織成员之間发生贸易争端之后，爭端方會先试图通过磋商解决。如果磋商不成功，则通过争端解决机构（Dispute Settlement Body，DSB）组建的专家组进行裁决。如果当事方对专家组裁决不满，则可以上诉至上诉机构。上诉机构可以维持、修改或推翻专家组的调查结果和结论。上诉机构出具的报告一旦被争端解决机构採納，則該報告必须被争端各方接受。世贸组织上诉机构的所在地位於瑞士日内瓦。有人認為上诉机构「实际上是世界贸易的最高法院」。上诉机构于1995年成立。
美國政府自2017年起阻撓世貿上訴機構的新法官任命，導致上訴機構一直未能任命新法官，上诉机构因法官人数不足而陷入停摆状态，最後一名法官的任期已在2020年11月30日完結，这是该机构成立近25年来首次停摆。

## 外部鏈接
- Appellate Body on WTO website （页面存档备份，存于）
- How dispute settlement works （页面存档备份，存于）
- Jens Lehne, Crisis at the WTO: Is the Blocking of Appointments to the WTO Appellate Body by the United States Legally Justified?, Berlin/Bern 2019